# Achaemenes wittei
Achaemenes wittei är en insektsart som beskrevs av Synave 1953. Achaemenes wittei ingår i släktet Achaemenes och familjen kilstritar. Inga underarter finns listade i Catalogue of Life.